# Undead (canción de Yoasobi)
«Undead» es una canción del dúo japonés Yoasobi. Fue lanzado como sencillo independiente el 1 de julio de 2024 a través de Sony Music Entertainment Japan, como tema del anime Monogatari Series: Off & Monster Season. Fue escrita por Ayase, la canción se basó en los cuentos Nadeko Past y Shinobu Future del escritor de la novela ligera Monogatari, Nisio Isin. Comercialmente, "Undead" alcanzó el puesto número diez en el Billboard Japan Hot 100 y el número 14 en el Oricon Combined Singles Chart.

## Antecedentes
En enero de 2024, se anunció una adaptación al anime de dos sagas de la serie de novelas ligeras Monogatari, las temporadas "Off" y "Monster", que se estrenarían en el mismo año. Más tarde, el 1 de mayo, el sitio web oficial de la serie de anime adelantó el próximo anuncio mediante una cuenta regresiva con una imagen de la letra "Y" sobre un fondo rojo-rosa, así como también publicó la imagen de la cuenta oficial X (anteriormente Twitter) del proyecto de anime del escritor Nisio Isin. Al día siguiente, la serie de anime confirmó que Yoasobi interpretaría la canción principal de Monogatari Series: Off & Monster Season, titulada "Undead".
En el comunicado de prensa, Ayase declaró: "La serie Monogatari tiene un apego tan fuerte a mí que cuando me preguntan sobre mi anime favorito, siempre respondo Bakemonogatari". También reveló en una entrevista con Comic Natalie que escribió la canción sobre el personaje de Monogatari Hitagi Senjōgahara cuando tenía entre 18 y 19 años y que a menudo la interpretaba en vivo con su banda de rock. El 3 de mayo, se mostró un adelanto de la canción en el tráiler de los dos primeros arcos del anime, Orokamonogatari y Nademonogatari. Aproximadamente dos meses después, el 24 de junio, el dúo también dio un adelanto de la canción en sus redes sociales. Cinco días después, revelaron la fecha de lanzamiento de la canción, que será el 1 de julio de 2024, y su portada, en la que aparece el personaje Yotsugi Ononoki haciendo el signo V con ambas manos.

## Lista de canciones
- Descarga digital y streaming

1. "Undead" –  3:02